# 上海国际集团
上海国际集团有限公司（Shanghai International Group，SIG）是中华人民共和国上海市的一家大型国有金融控股集团，成立于2000年4月20日。上海国际集团在中国拥有金融牌照，並从事商业银行、投资银行、共同基金、保险、私募股权、信托、资产管理等业务。
2013年7月，中共上海市委决定，沈骏任上海国际集团有限公司董事长、党委书记。
2021年3月，上海国际集团发布公告，2020年实现利润总额超过130亿元，较2019年翻一番，创下历史新高。上海国际集团还直接投资中芯国际、商汤科技等项目企业近12亿元。